# Deustesalvet

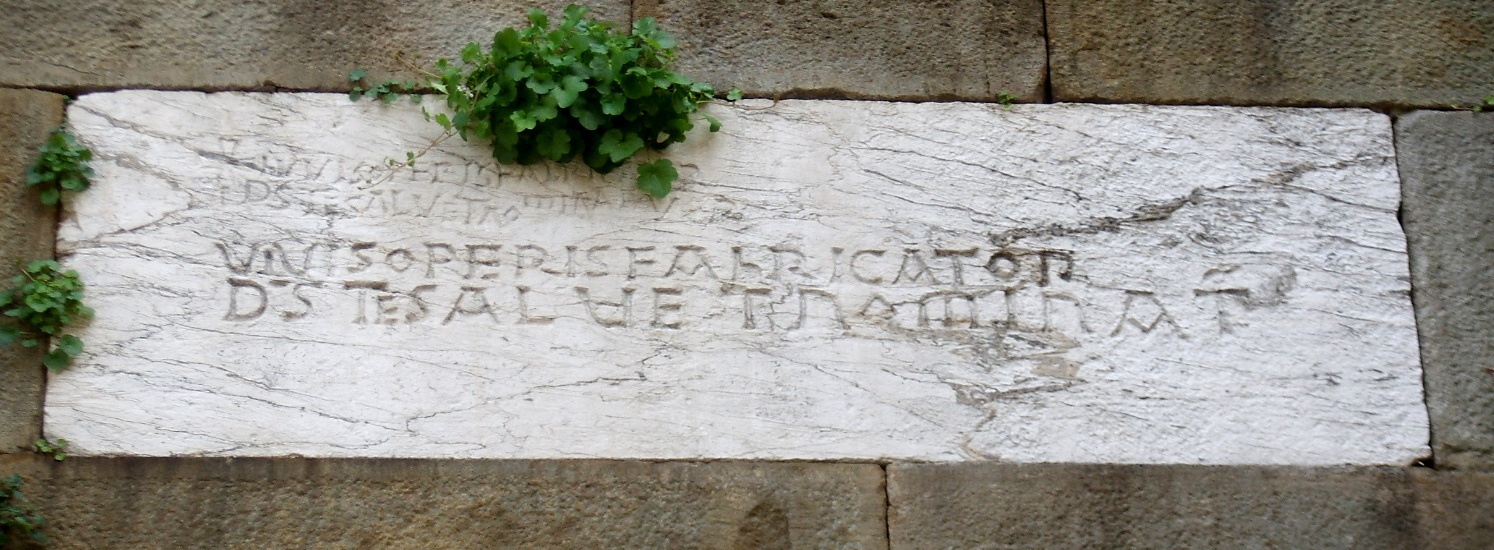
Lápida de Deustesalvet en la Iglesia del Santo Sepulcro de Pisa.

Deustesalvet fue un arquitecto anónimo conocido por haber construido la cara inferior del Baptisterio de Pisa en la Piazza dei Miracoli, como atestigua una inscripción en dos partes escrita en los pilares internos del edificio y que además tiene la fecha de 1153:
El baptisterio fue continuado más de un siglo después por Nicola Pisano y concluido solo en el siglo XIV por su hijo Giovanni Pisano.
Algunos historiadores concuerdan en el hecho de que ya en la época de Deustesalvet el baptisterio tenía la cubierta y que las intervenciones de Nicola y Giovanni implicaron más bien la superficie externa, con el coronamiento semiesférico más bien tardío. La característica cúpula de cono al revés visible desde el interior debía ser una peculiaridad del edificio hasta el siglo XII, ya que cita con precisión la rotonda de la Anástasis de la Basílica del Santo Sepulcro de Jerusalén, según la reconstrucción terminada en el año 1148. De hecho, Pisa en aquel entonces mantenía fuertes intercambios con Tierra Santa, y era un punto de embarco para los peregrinos. Sin embargo, parece que el proyecto originario de Deustesalvet llevase al baptisterio a parecerse mucho más al su precedente trabajo, la Iglesia del Santo Sepulcro, pero luego, una vez que Nicola y Giovanni tomaron la dirección de los trabajos lo modificaron añadiéndole la cúpula y los arcos y pináculos de estilo gótico.
Otro trabajo de atribución cierta es la iglesia del Santo Sepulcro también de Pisa, donde se firma fabricator, es decir, constructor. También esta arquitectura tenía una fuerte relación con Tierra Santa, sea en el nombre, sea en la estructura circular, al menos de la planta interna, sea también en la cubierta con cúpula impropia.
Entre las dos obras Deustesalvet pasó de constructor a magister, por lo que se supone que perfeccionó su profesión en una escuela, verosímilmente en la de la Catedral de Pisa.
Por tanto, Deustesalvet es el tercer arquitecto de la Piazza dei Miracoli del cual se conoce el nombre, tras Buscheto y Rainaldo, autores de la catedral, y aparte el anónimo maestro que proyectó la Torre inclinada. Algunos atribuyen la torre a Deustesalvet, a partir de algunas analogías arquitectónicas o la presencia de una marca con una de las torres marinas del Puerto de Pisa bien visible, que, realizadas después de 1150, podían ser una firma no escrita elocuente para los contemporáneos: esto presupone que Deustesalvet fue el arquitecto de las torres.
También se le atribuye:
- La Capilla de Santa Ágata, 1132
- Algunas partes de las murallas de Pisa (desde 1154-55)
- El campanario de la iglesia de San Nicolás, 1170.